# Phan Việt Cường
Phan Việt Cường (sinh năm 1963) là chính trị gia người Việt Nam. Ông từng giữ chức vụ Chủ tịch Hội đồng nhân dân tỉnh Quảng Nam và Trưởng đoàn Đại biểu Quốc hội Việt Nam khóa 14 tỉnh Quảng Nam. Trong Đảng Cộng sản Việt Nam, ông nguyên là Ủy viên Ban Chấp hành Trung ương Đảng Cộng sản Việt Nam khóa XIII, Bí thư Tỉnh ủy Quảng Nam.

## Tiểu sử
Phan Việt Cường sinh ngày 10 tháng 8 năm 1963, quê quán tại xã Đại Đồng, huyện Đại Lộc, tỉnh Quảng Nam.
Ông có bằng Thạc sĩ Kinh tế.

## Quá trình công tác
Phan Việt Cường gia nhập Đảng Cộng sản Việt Nam chính thức vào ngày 9 tháng 12 năm 1989.
Ông có bằng Cao cấp lý luận chính trị của đảng này.
Ông từng đảm nhận các chức vụ: Phó Chánh Thanh tra tỉnh Quảng Nam; Phó Bí thư Thường trực Huyện ủy Tây Giang; Chánh Thanh tra tỉnh Quảng Nam; Trưởng Ban Nội chính Tỉnh ủy Quảng Nam.
Ngày 23/6/2015, được Tỉnh ủy Quảng Nam giới thiệu tham gia ứng cử vào Ban Chấp hành Trung ương khóa XII.
Tháng 9/2015, ông được bầu giữ chức vụ Phó Bí thư Tỉnh ủy Quảng Nam nhiệm kỳ 2010-2015.
Tháng 10/2015, tại Đại hội Đảng bộ tỉnh Quảng Nam lần thứ 21, ông Cường được bầu giữ chức vụ Phó Bí thư Thường trực Tỉnh ủy Quảng Nam nhiệm kỳ 2015-2020.
Tháng 1/2016, ông Cường trúng cử vào Ban chấp hành Trung ương Đảng khóa 12.
Tháng 5 năm 2016, Phan Việt Cường trúng cử Đại biểu Quốc hội Việt Nam khóa 14 tỉnh Quảng Nam.
Sau đó, ông được bầu làm Trưởng đoàn đại biểu Quốc hội tỉnh Quảng Nam khóa XIV, nhiệm kỳ 2016-2021 và Ủy viên Ủy ban Kinh tế của Quốc hội khóa 14.
Sáng ngày 3 tháng 1 năm 2019, Hội nghị Ban Chấp hành Đảng bộ tỉnh Quảng Nam đã bầu ông giữ chức vụ Bí thư Tỉnh ủy Quảng Nam, với tỉ lệ phiếu bầu 100%, thay ông Nguyễn Ngọc Quang nghỉ hưu từ ngày 1 tháng 1 năm 2019.
Sáng ngày 10 tháng 7 năm 2019, tại kì họp thứ 10 của Hội đồng nhân dân (HĐND) tỉnh Quảng Nam khóa IX, nhiệm kỳ 2016-2021, Phan Việt Cường được bầu giữ chức vụ Chủ tịch Hội đồng nhân dân tỉnh Quảng Nam với tỉ lệ phiếu thuận là 55/55 số đại biểu có mặt.
Ngày 1/1/2024, ông xin nghỉ hưu trước tuổi vì lý do sức khỏe